# Klaus Achenbach (Diplomat)
Klaus Achenbach (* 22. September 1945 in Bonn) ist ein ehemaliger deutscher Diplomat und war zuletzt von August 2007 bis Juli 2010 Generalkonsul der Bundesrepublik Deutschland in Vancouver, Kanada.

## Leben
Achenbach, Sohn des FDP-Politikers Ernst Achenbach, studierte nach dem Abitur 1965 und der Ableistung des Wehrdienstes bei der Bundeswehr von 1967 bis 1975 Physik an der Rheinischen Friedrich-Wilhelms-Universität Bonn und schloss dieses Studium 1975 mit dem akademischen Grad Diplom-Physiker ab.
Nach dem Eintritt in den Auswärtigen Dienst 1976 folgten Verwendungen im Auswärtigen Amt in Bonn von 1978 bis 1980 sowie bis 1983 an der Botschaft in Norwegen. Nach einer anschließenden Verwendung als Mitglied der deutschen Delegation bei der KSZE-Folgekonferenz 1983 in Madrid, war er zwischen 1983 und 1987 wieder im Auswärtigen Amt in Bonn tätig.
Von 1987 bis 1991 war er Ständiger Vertreter des Botschafters in Syrien sowie anschließend bis 1996 Stellvertretender Leiter eines Referats im Auswärtigen Amt. Von 1996 bis 2001 war er Ständiger Vertreter des Leiters der Ständigen Vertretung bei der Genfer Abrüstungskonferenz und von 2001 bis Juli 2004 Botschafter der Bundesrepublik Deutschland in Kirgisistan. Nachfolger in diesem Amt wurde Botschafter Klaus Werner Grewlich.
Danach war Achenbach zwischen Juli 2004 und August 2007 Botschafter der Bundesrepublik Deutschland in Kuwait sowie zuletzt von August 2007 bis Juli 2010 Generalkonsul in Vancouver. Danach wurde er in den Ruhestand versetzt und als Generalkonsul durch Hermann Sitz abgelöst.
Klaus Achenbach ist verheiratet und hat zwei Kinder.